# Дин ле Бен
 Тази статия е за града във Франция.  За окръга вижте Дин ле Бен (окръг).  
Дин ле Бен (на френски: Digne-les-Bains, [ˈd̪iɲ(ə) lɛ ˈbɛ̃]) е град в югоизточна Франция, административен център на департамента Алп дьо От Прованс в регион Прованс-Алпи-Лазурен бряг. Населението му е около 16 500 души (2017).
Разположен е на 608 метра надморска височина във Френските Предалпи, на бреговете на река Блеон и на 90 километра североизточно от Екс ан Прованс. През Античността селището е център на галската група бодионтики, а по-късно е римско селище, наречено Диния. Днес повечето жители са заети в сектора на услугите.

## Личности
- Александра Давид-Неел (1968 – 1969) – френска пътешественичка, теософ и анархист
- Афур Йонгден (1899 – 1955) – осиновен син на Александра Давид-Неел, теософ и тибетски тулку